# Fredrik Pacius
Fredrik Pacius (sau Friedrich Pacius) (n. 19 martie 1809, Hamburg, Germania - d. 8 ianuarie 1891, Helsinki, Finlanda) a fost un compozitor și dirijor german, care a trăit cea mai mare parte a vieții în Finlanda. Era considerat părintele muzicii finlandeze.
Pacius a compus muzica pentru imnul național finlandez, Maamme, și pentru imnul național estonian, Mu isamaa. În Helsinki, a fost fondatorul unei școli de muzică și a unei orchestre.
1. ↑  Fredrik Pacius (în suedeză), Biografiskt lexikon för Finland
2. 1 2  MEHI – Media Art Database
3. 1 2 3  Autoritatea BnF, accesat în 10 octombrie 2015
4. 1 2  „Fredrik Pacius”, Gemeinsame Normdatei, accesat în 27 aprilie 2014
5. ↑  Fredrik Pacius, International Music Score Library Project, accesat în 9 octombrie 2017
6. ↑  „Fredrik Pacius”, Gemeinsame Normdatei, accesat în 14 decembrie 2014
7. ↑  Fredrik (Friedrich) Pacius, Brockhaus Enzyklopädie, accesat în 9 octombrie 2017
8. ↑  „Fredrik Pacius”, Gemeinsame Normdatei, accesat în 31 decembrie 2014
9. ↑  Find a Grave, accesat în 11 mai 2024
10. 1 2 3  Kansallisbiografia, accesat în 12 septembrie 2023